# Konvent 22 (Quedlinburg)

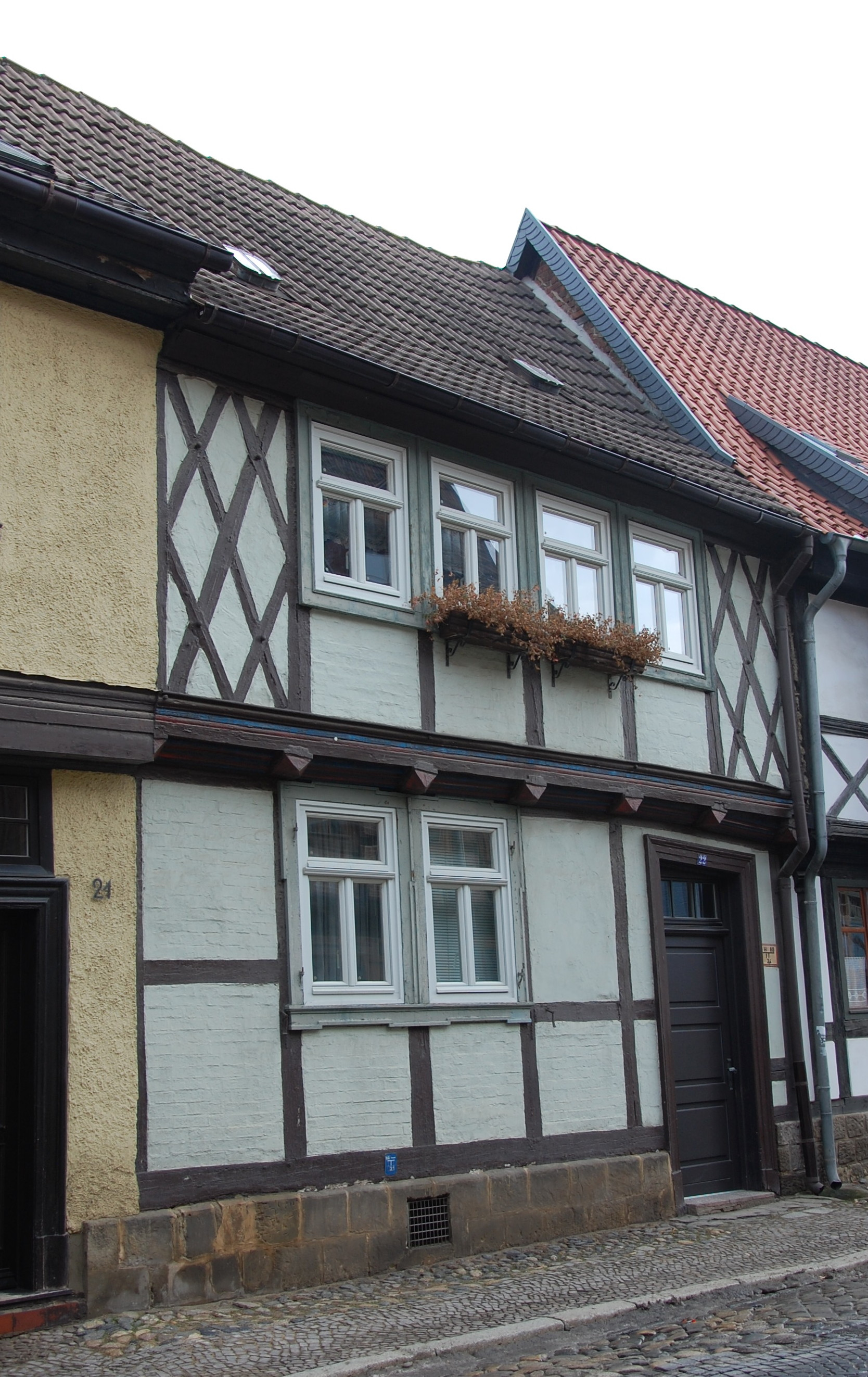
Haus Konvent 22

Das Haus Konvent 22 ist ein denkmalgeschütztes Gebäude in der Stadt Quedlinburg in Sachsen-Anhalt.

## Lage
Es befindet sich in der historischen Quedlinburger Neustadt auf der Ostseite der Straße Konvent und ist im Quedlinburger Denkmalverzeichnis als Wohnhaus eingetragen. Nördlich grenzt das gleichfalls denkmalgeschützte Haus Konvent 21, südlich Konvent 23 an.

## Architektur und Geschichte
Das zweigeschossige barocke Fachwerkhaus entstand nach einer Bauinschrift im Jahr 1704. In den Eckgefachen des Fachwerks finden sich Rautenkreuze. Darüber hinaus bestehen Pyramidenbalkenköpfe, profilierte Füllhölzer und ein Gurtprofil.